# پارک تورا-سان

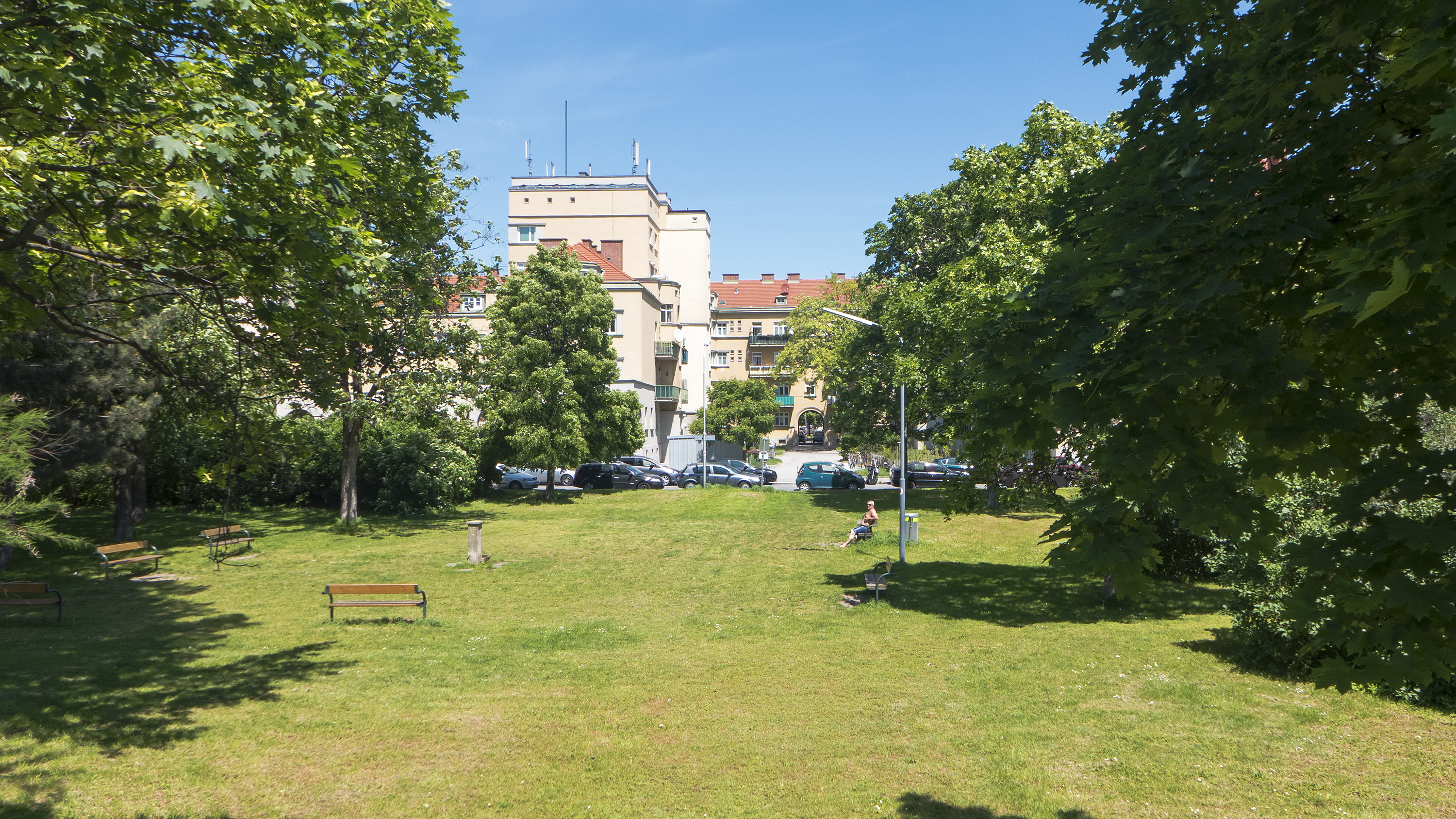
پارک تورا-سان در وین، اتریش

پارک تورا-سان، (به ژاپنی: 寅さん公園)، پارکی است که در منطقه فلوریدزدورف، منطقه ۲۱ شهر وین در اتریش واقع شده‌است. فلوریدزدورف و کاتسوشیکا-کو، توکیو در توکیو شهر دوستی هستند به دلیل ارتباطی که مجموعه فیلم «اوتوکو وا تسورای یو» دارد. چهل و یکمین اثر، تورا-سان به وین می‌رود (اکران شده در اوت ۱۹۸۹) در وین روی صحنه رفت. این پارک در سال ۲۰۰۹ برای بزرگداشت بیستمین سالگرد فیلم افتتاح شد.